# Gestagene
Gestagene, auch Gelbkörperhormone, Corpus-luteum-Hormone oder Schwangerschafthormone, sind Substanzen, die im wörtlichen Sinne der Entstehung und Erhaltung einer Schwangerschaft (lateinisch gestatio) dienen. Es handelt sich im weiteren Sinne um Verbindungen, welche die sekretorische Umwandlung einer sich in der Proliferationsphase befindlichen Gebärmutterschleimhaut bewirken. Gestagene sind neben den Estrogenen die zweite wichtige Klasse der weiblichen Geschlechtshormone. Wie bei diesen handelt es sich um Steroidhormone.

Strukturformel von Pregnan
(10β,13β-Dimethyl-17β-ethyl-gonan)

Strukturformel von Pregnandiol
(Pregnan-3α,20α-diol)

Strukturformel von Progesteron
(Pregn-4-en-3,20-dion)

Strukturformel von Pregnenolon
(3β-Hydroxy-5-pregnen-20-on)

Gestagene sind Steroide, die als Grundgerüst Pregnan (10β,13β-Dimethyl-17β-ethyl-gonan) besitzen.
Die wichtigsten Vertreter sind das Pregnandiol, das Progesteron und das Pregnenolon.
Um die natürlichen Gestagene von den synthetischen Hormonen zu unterscheiden, werden letztere auch als „Progestine“ oder „Progestagene“ bezeichnet.

## Funktion
Progesteron, das von Granulosazellen gebildet wird, die in der Wand des geplatzten Follikels sitzen und unter dem Einfluss des luteinisierenden Hormons (LH) das Corpus luteum bilden – in dem weiter Progesteron gebildet wird –, bereitet die Gebärmutterschleimhaut auf die Einbettung der befruchteten Eizelle vor und verhindert eine weitere Follikelreifung, sofern es zur Befruchtung kommt.

Die Gestagene werden während der Schwangerschaft gebildet und verhindern den Eisprung zu dieser Zeit.

## Anwendung
Die natürlichen Gestagene werden medizinisch relativ selten eingesetzt.
Synthetische Analoga der Gestagene, Progestine genannt, werden in oral wirksamen Verhütungsmitteln eingesetzt. Auch bei lang wirkenden Kontrazeptiva wie der Dreimonatsspritze oder Implantaten (z. B. Implanon) wird mit Progestinen verhütet. Progestine werden teilweise auch bei der Hormonersatztherapie verwendet.
In der Veterinärmedizin wird Proligeston verwendet, um die Läufigkeit zu unterdrücken.
Einige Progestine werden als Antiandrogene verwendet, z. B. Cyproteron (Androcur).

## Regelkreise
Progesteron wird von Transcortin gebunden und steht in dieser Bindungsreaktion in Konkurrenz zu Cortison, das auch von Transcortin deaktiviert wird. Die Produktion von Transcortin seinerseits wird von Östrogen moduliert. Östrogen seinerseits wird aus Testosteron gebildet. Testosteron und Gestagen sind komplementär (s. o.). Somit ist der Regelkreis geschlossen.

## Synthetische Gestagene
Beispiele für synthetisch hergestelltes Gestagen sind Nestoron und Levonorgestrel.